# Juvenal Palmera Cotés
Juvenal Ovidio Palmera Cotés (Valencia de Jesús (Colombia), 3 de abril de 1869-Ibídem, 7 de noviembre de 1957) fue un abogado, médico, político y empresario colombiano, miembro alternante del Partido Liberal Colombiano.
Palmera fue un personaje importante en la ciudad de Valledupar, siendo alcalde entre 1938 y 1942, personero municipal, y juez de renombre en la región. También ejerció importante influencia política como caudillo del liberalismo independiente en su región.
Uno de sus nietos es el economista Ricardo Palmera, alias Simón Trinidad, quien fue un militante político de la izquierda colombiana y posteriormente miembro importante del grupo insurgente colombiano FARC-EP.

## Familia
Juvenal pertenecía a una familia emergente de hacendados y políticos liberal de la ciudad de Valledupar. Su padre era Federico Palmera Triana, quien a su vez era hijo ilegítimo del sacerdote católico José María Triana y de la esclava Dominga Palmera. También era descendiente de la familia De Mier, a la que pertenecía el hacendado Joaquín de Mier. Su madre, Ana Josefa Cotes Maestre, era a su vez hija ilegítima también de un presbíteroː Marcelino Maestre.
Eran sus hermanos Ernesto y Eufemia Palmera Cotés.

### Matrimonio y descendencia
Juvenal contrajo nupcias con Eufemia Baquero Araújo, con quien tuvo cinco hijosː Dominga, Susana, Leticia, Juvenal y Eufemia Palmera Baquero.
Su hija mayor, Dominga, se casó con Aníbal Castro Monsalvo, hijo de la caudillo liberal Rosa Montalvo, y hermano del ingeniero Pedro Castro Monsalvo, quien ejerció varios cargos públicos de renombre en la región, a su vez casado con Paulina Mejía. La tercera, Leticia, es madre del arquitecto y periodista Alberto Herazo Palmera.
Su hijo varón menor fue el político liberal Juvenal Palmera Baquero, quien se casó con Alicia Pineda, y fueron padres del economista colombiano Ricardo Palmera. Ricardo fue activista de movimientos de la izquierda colombiana, hasta su incorporación a la guerrilla de las FARC-EP a finales de los años 80, en la que llegó a ser uno de sus cabecillas de renombre. Actualmente Ricardo, conocido como alias "Simón Trinidad", paga 60 años de cárcel en Estados Unidos.

### Líneas colaterales
De su cuñada, Julia Baquero, desciende el abogado Edgardo Maya Villazón, quien era sobrino nieto de su esposa Eufemia. Maya fue procurador y contralor del país, y actualmente es viudo de la escritora y folclorista Consuelo Araújo Noguera, quien irónicamente fue asesinada por las FARC-EP. Maya es padrastro del político Hernando Molina, hijo del primer matrimonio de Consuelo.
En otra ironía del destino, Consuelo era cuñada de Elsa Palmera Pineda, hermana de Ricardo Palmera y nieta de Juvenal Palmera. Otra de las nietas de Juvenal, Leonor Palmera, está casada con el tío de la política María Consuelo Araújo, sobrina de Consuelo por ser hija de su hermano Álvaro.